# Franz Wessel (Richter)

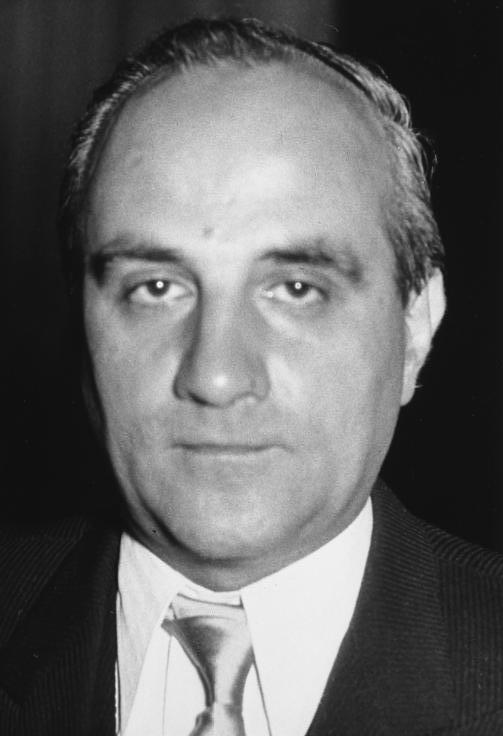
Wessel 1951

Franz Karl Michael Wessel (* 6. März 1903 in Stüblau bei Danzig; † 11. September 1958) war ein deutscher Jurist und Richter des Bundesverfassungsgerichts. 

## Leben
Der Sohn eines Gutsbesitzers besuchte das Königliche Wilhelms-Gymnasium in Königsberg und studierte nach seinem Abitur an den Universitäten Königsberg, Heidelberg und Kiel Rechtswissenschaft. In Kiel hörte er auch Vorlesungen von Gustav Radbruch. In den Jahren 1925 und 1929 legte er seine juristischen Staatsprüfungen ab. 
Seine berufliche Laufbahn begann er 1929 als Gerichtsassessor in Königsberg. Danach verschlug es ihn in die Arbeitsgerichtsbarkeit. Ab April 1931 war er Amtsgerichtsrat und amtierte als Vorsitzender des Arbeitsgerichts Königsberg, im Oktober 1932 stieg er zum Landgerichtsrat auf und übernahm den Vorsitz des Landesarbeitsgerichts Königsberg. Nach der Machtergreifung 1933 wurde er aufgrund des Gesetzes zur Wiederherstellung des Berufsbeamtentums nur noch als Beisitzer einer Zivilkammer beschäftigt.
Im Jahre 1938 wurde er zunächst zum Regierungsrat im Reichsverkehrsministerium berufen, wurde aber bald in die Dienststelle des Bevollmächtigten für den Nahverkehr in Berlin zurückversetzt. Ab 1940 arbeitete er als Oberregierungsrat bei der Abteilung Straßenverkehr in Krakau, ab Mai 1944 war er dort als Regierungsdirektor tätig. 
Nach dem Ende des Zweiten Weltkriegs war er von Juli bis Dezember 1945 interniert. Danach setzte er seine Tätigkeit im Verkehrswesen fort. Ab März 1946 arbeitete er erst als Justitiar bei der Straßenverkehrsdirektion Bielefeld, dann ab 1948 bei der Verwaltung für Verkehr des Vereinigten Wirtschaftsgebietes in Frankfurt am Main und schließlich ab 1949 im Bundesverkehrsministerium. Im März 1950 wurde er zum Sekretär des Rechtsausschusses des Bundesrates bestellt. 
1951 wurde er zum Richter am Bundesgerichtshof gewählt. Dieses Amt übte er jedoch nie aus, da er ebenfalls auf Vorschlag der SPD, deren Mitglied er war, zum Richter des Bundesverfassungsgerichts gewählt wurde. Beide Ernennungsurkunden wurden ihm gemeinsam überreicht, wobei die Ausstellung der Ernennungsurkunde zum Bundesrichter früher datiert war. Ab September 1951 gehörte Wessel als Mitglied des 1. Senats zur Erstbesetzung des Bundesverfassungsgerichts. 
Wessel starb am 11. September 1958 im Alter von 55 Jahren überraschend nach einer Operation. Er war mit Elisabeth, geborene Buch, verheiratet. 